# 苦苓腳 (雲林縣)
苦苓腳，是台灣雲林縣古坑鄉的一個傳統地域名稱，位於該鄉中部偏東南。相較於今日行政區，其範圍大致與桂林村相近。

## 歷史
台灣清治末期至日治初期，苦苓腳地區為一街庄，稱為「苦苓腳庄」，隸屬於打貓東頂堡。該庄西邊及北邊西段、中段與崁頭厝庄為鄰，北邊東段與庵古坑庄、高林仔頭庄為鄰，東與樟湖庄、龍眼林庄為鄰，南邊為大湖底庄。
1901年（日治明治三十四年）11月，全台廢縣廳改設二十廳，該庄隸屬於斗六廳。1903年（明治三十六年）6月，該庄編入「崁頭厝區」，隸屬於斗六廳。1909年（明治四十二年）10月，合併二十廳為十二廳，崁頭厝區改隸屬於嘉義廳。1920年（大正九年），全台地方制度大改正，廢十二廳改設五州二廳，該庄改制為「苦苓腳」大字，隸屬於臺南州斗六郡古坑庄。
戰後古坑庄改制為古坑鄉，隸屬於臺南縣，大字亦改制為村。1950年10月，雲、嘉、南分治，古坑鄉改隸屬雲林縣。

## 聚落
本地區發展較早的聚落有吊境（景水）、蟾蜍嶺（桂林）、苦苓腳、石槌仔尾等，在日治期初期的官方地圖上已有記載。此外，本地區尚有內舘、半田寮（桃源）、沓田、蜈蜞坪、大湖頭等聚落。

## 交通
國道3號又稱「福爾摩沙高速公路」，是貫穿台灣西部的兩條縱向高速公路之一，大致以北北東—南南西走向繞大彎轉東北—西南走向經過苦苓腳地區西北部邊界外不遠處。北側最近的交流道是古坑交流道，包括縣道158甲線交會處的南側匝道（僅供南入北出）及縣道149甲線交會處北側匝道（僅供南出北入），兩匝道之間另夾有古坑系統交流道，即省道台78線（東西向快速公路－台西古坑線）東側端點；南側最近的是縣道162號交會處的梅山交流道。由此等可快速前往台灣南北各地及雲林縣中、西部。
縣道149號是竹山至梅山的道路，大致以北北東—南南西走向到達本地區東南部邊界中央偏北處後，沿邊界蜿蜒而行，其後轉西南入境，經多處彎道後轉西南於本地區南部邊界中央偏西處出境。由該道路向北北東可前往樟湖、桶頭、勞水坑、山坪頂西部、福興、下崁東南部、竹圍子並止於省道台3線路口；向西南轉西可前往大湖底、小梅（梅山）並止於省道台3線另一路口。
鄉道雲209線是大坪頂至山腳的道路，大致以北北東—南南西走向由本地區北部邊界中央偏西處經大湖口溪光山橋入境後，至鄉道212線路口與其共線，其後轉西北西蜿蜒而行，至叉路口轉西南西獨行後，轉西微北再轉西南西蜿蜒而行，過內館聚落後轉西南蜿蜒而行，經鄉道雲210-1線起點路口後續行，至本地區極西點附近經鄉道雲210線終點路口後轉南南西出境。由該道路向北北東蜿蜒而行可前往崁頭厝地區東部的大坪頂；向南南西經多個彎道後轉東可前往大湖底地區的山腳並止於縣道149號路口。
鄉道雲210線是永光（崁頭厝）至大湖底的道路，其東南側端點（終點）位於本地區極西點附近的鄉道雲209線路口。由此向西南轉西北出境後，可前往崁頭厝並止於鄉道雲212線路口。
鄉道雲210-1線是華山至大崎橋的道路，其西北側端點（終點）位於本地區極西點附近的鄉道雲209線路口。由此向東南蜿蜒而行，出境後可前往大湖底地區北部中央偏西並止於縣道149號路口。
鄉道雲212線是永光（崁頭厝）至龍眼林的道路，其東側端點（終點）位於本地區東部的縣道149號路口。由此向東北轉北繞大彎轉西南再轉西北西蜿蜒而行，經苦苓腳聚落、蟾蜍嶺聚落，至吊鏡聚落的鄉道雲209線路口續行與其共線，其後轉西北西蜿蜒而行，至叉路口續沿同方向獨行，其後轉西南出境後，繞大彎轉西北微北可前往崁頭厝、麻園並止於縣道154乙線轉角路口。

## 學校
- 桂林國小